# كريستين هوسونغ
كريستين هوسونغ (من مواليد 17 مارس 1994) هي لاعبة ألعاب قوى ألمانية في ألعاب المضمار والميدان وتتنافس في رياضة رمي الرمح. فازت بالميدالية الذهبية في بطولة العالم للشباب 2011، بطولة أوروبا تحت 23 سنة 2015 وفي بطولة أوروبا 2018. تحمل الرقم القياسي في البطولات الأوروبية بأفضل رمية شخصية لها وهي 69.19 مترًا. افتتحت هوسونغ موسمها لعام 2019 بفوزها بالميدالية الفضية في كأس الرمي الأوروبي 2019 برمية بلغت 65.47 مترًا، وبذلك تجاوزت معيار التأهل لبطولة العالم البالغ 61.50 مترًا. في بطولة العالم لألعاب القوى 2019احتلت المركز الرابع في النهائي، حيث حققت رمية قدرها 65.21 مترًا.
شاركت في حدث رمي الرمح في دورة الألعاب الأولمبية الصيفية 2024 في باريس، فرنسا،  لكنها لم تتمكن من تجاوز مرحلة التصفييات حلت في المركز الثامن عشر ولم تتمكن من الوصول لمنافسات الجولة النهائية.
وهي عضو في فريق لاز زويبروكن لألعاب المضمار والميدان ويتولى تدريبها والدها أودو هوسونغ.